# Wastes
Wastes ist ein 2015 gegründetes Funeral-Doom-Projekt.

## Geschichte

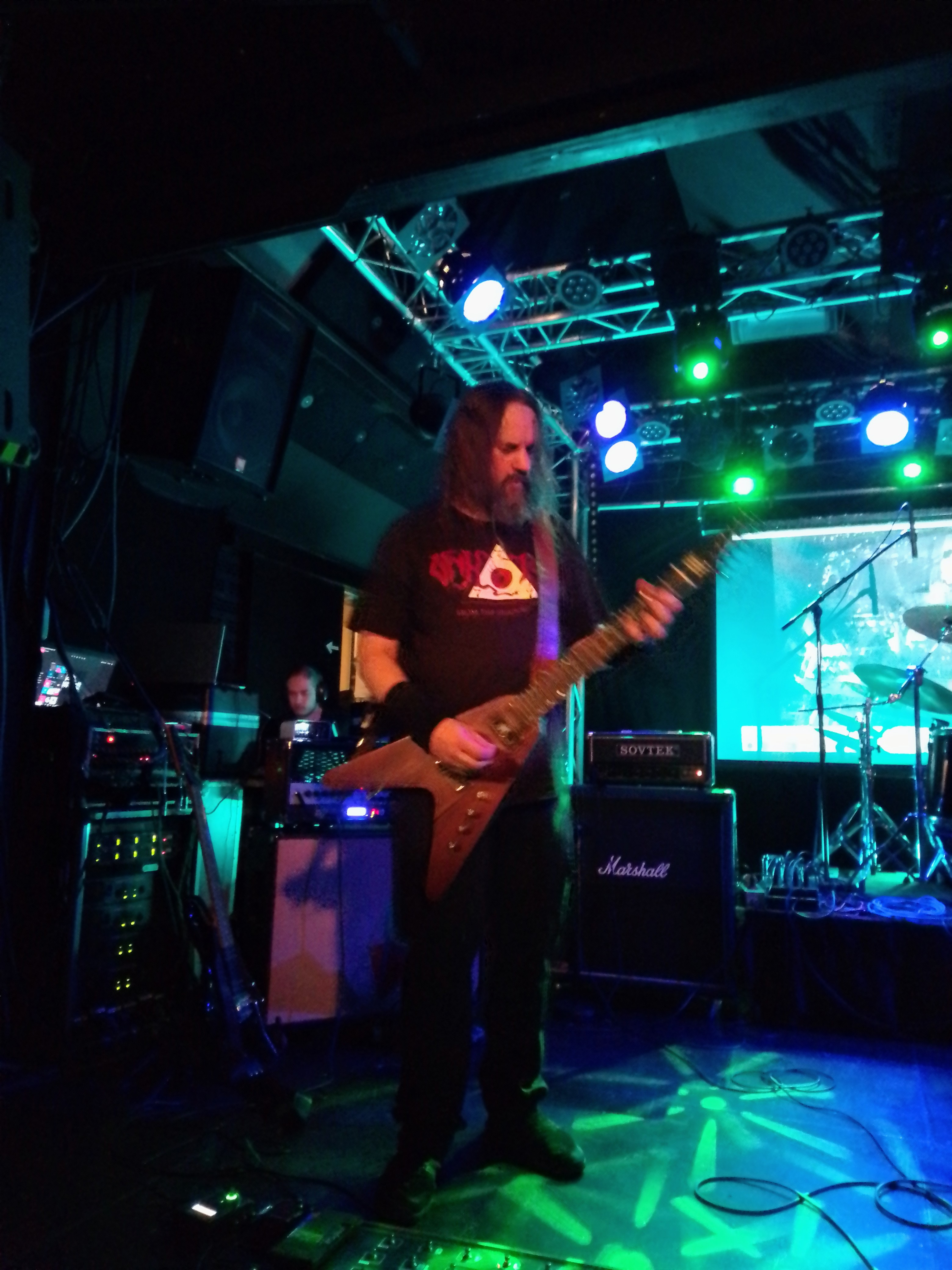
Frédéric Patte-Brasseur, hier mit Ataraxie bei den Dutch Doom Days 2021, wird von Aural Music als Gitarrist benannt

Laurent Chaulet von Mourning Dawn gründete Wastes im Juli 2015, eigenen Angaben zufolge „nach einer langen Nacht voller Whisky und Acid.“ Die Mitmusiker werden in den Bandangaben nicht namentlich benannt, sondern nur mit Initialen geführt. Das Label verweist indes auf die Musiker David „Nemri“ von Sordide, Kostas Panagiotou von Pantheist, Nadine Lehtinen von Ashtar sowie Frédéric Patte-Brasseur und Julien Payan von Ataraxie. Das Debütalbum The Void of Human Vacuity wurde als ein 45-minütiges Stück komponiert. Das Label Aural Music behielt allerdings Unterteilungen der Rohdaten bei und fügte in den Unterteilungen Pausen ein. The Void of Human Vacuityerschien 2017 als Download über Aural Music und als CD über das Subunternehmen Code666 Records.
Für internationale Webzines wie Vampster, Metal.de, Invisible Orange und Metal Injection wurde das Album positiv rezensiert. Das Album wurde als „gelungene Funeral Doom Metal-Scheibe“ und „in verstörendes, langsames Funeral-Doom-Album mit sehr eigener Note und einer gewissen Affinität für den Black Metal“ gelobt. Die wenigen Kritiker argumentierten den positiven Stimmen entgegen, dass das Album von „monotonem Gesang“, „uninteressanten Melodien“ und einer zu langen Laufzeit geprägt sei.

## Stil
Die von Wastes gespielte Musik wird dem Funeral Doom zugerechnet. Dem Label zufolge sind „Dreck, Abschaum und alles was mit Schmutz zu tun hat“ die zentrale Inspiration sowie das Erzeugen einer „möglichst dunklen und schmerzhaften Musik“ das Ziel der Band. Die Wirkung der vom Black Metal beeinflussten Musik sei beklemmend und melancholisch.
Das Gitarrenspiel wird als „wesentliches Element“ der Musik wahrgenommen und als „endlose Wiederholen von (guten) Riffs mit leichten bis starken Einflüssen aus dem Black Metal“ beschrieben. Ebenso sei der gutturale Gesang dem Black Metal entlehnt und böte so eine „zusätzliche Wirkungskraft“, da sich dieser von dem im Genre üblichen Growling abhebe.

## Diskografie
- 2017: Into the Void of Human Vacuity (Album, Aural Music/Code666 Records)